# Wolfgang Pott
Wolfgang Pott (* 16. Mai 1929 in Gudensberg) ist ein ehemaliger deutscher Richter. Er war Gerichtspräsident des Hessischen Finanzgerichts.

## Leben
Nach dem Abitur 1949 an einem Kasseler Gymnasium studierte Pott an der Philipps-Universität in Marburg an der Lahn Rechtswissenschaft. Im Sommersemester 1949 trat er der Marburger Burschenschaft Germania bei. 1956 wurde er mit vielen anderen Mitgliedern, darunter Walter Wallmann, dem späteren Hessischen Ministerpräsidenten, und Dietrich Oldenburg, später Präsident des Landesarbeitsamtes Hessen und Schriftsteller, aus dieser Verbindung im Zuge der sogenannten Petri-Affäre ausgeschlossen. Sie hatten sich gegen die neonazistischen Tendenzen der veröffentlichten Aufsätze Klaus Petris gewehrt und dessen Ausschluss aus der Germania mit den aktiven Burschen unterstützt. Die Trennung von Petri und das Bekenntnis seiner Gegner zu Demokratie und Rechtsstaatlichkeit passte vielen aus der Altherrenschaft nicht. Sie drehten den Spieß um, beschlossen mit Mehrheit den Ausschluss der sogenannten Rädelsführer, lösten die alte Aktivitas auf, gründeten einen neuen aktiven Bund und nahmen darin nur wenige, ihnen genehme Mitglieder des alten auf.
Nach Ablegung der 1. Juristischen Staatsprüfung und der Referendarzeit legte Pott die 2. Juristische Staatsprüfung am Oberlandesgericht Frankfurt am Main ab. Danach trat er als Assessor in den Dienst der Hessischen Finanzverwaltung ein und wurde dann zum Richter an das Hessische Finanzgericht in Kassel berufen. Ab dem 13. Februar 1989 war er dessen Präsident. Nach Erreichung der Altersgrenze trat er am 30. Juni 1994 in den Ruhestand.
Wolfgang Pott ist verheiratet und hat einen Sohn.